# سام مک
سام مک (انگلیسی: Sam Mack؛ زادهٔ ۲۶ مهٔ ۱۹۷۰) بازیکن بسکتبال اهل ایالات متحده آمریکا است.
از باشگاه‌هایی که در آن بازی کرده‌است می‌توان به میامی هیت، گلدن استیت واریرز، و هیوستون راکتس اشاره کرد.